# Wz. 35 Vis
A Pistolet wz. 35 Vis (német jelölése 9 mm Pistole 35(p), angol forrásokban gyakran helytelenül Radomként is hívják) egy 9 mm-es, félautomata pisztoly. Eredetileg Piotr Wilniewczyc és Jan Skrzypiński tervezte 1930-ban a Łucznik fegyvergyárban, Radom városában, Kazimierz Ołdakowski irányítása alatt. A lengyel hadsereg 1935-ben rendszeresítette. A wz. 35 egyike a világ valaha gyártott legjobb maroklőfegyvereinek, a gyűjtők körében igen sokat ér.

## Történet
A konstrukció az amerikai fegyvertervező, John Browning Colt M1911A1 pisztolyán alapul, a rövid csőhátrasiklásos elven működik, ahol a csövet a csőfaron és a szánon kialakított, egymásba illeszkedő hornyok reteszelik. A pisztoly egyes tulajdonságaiban különbözik az M1911A1 pisztolytól. Legjellemzőbb tulajdonsága a háromszög alakú markolat, amely szélesebb az aljánál, így jó fogást és ergonómiát biztosít. A jobb oldali markolathéjon egy háromszögben elhelyezett VIS felirat olvasható, a bal oldalin pedig az FB (Fabryka Broni - fegyvergyár) betűk láthatóak.
A pisztoly az 1930-as év végére készült el, 1931 elejére pedig az első pisztolyok készen álltak a tesztelésre. Kezdetben jelölése a WiS volt (a lengyel tervezők neveinek mozaikszavából), később a jelölést megváltoztatták Vis-re, mely latinul erőt jelent.
A teszteken a fegyver nagyon pontosnak és könnyen kezelhetőnek bizonyult (súlyánál és méreténél fogva a legtöbb visszaható erőt elnyelte és nem adta tovább a lövőnek), emellett pedig megbízható maradt több mint 6000 lövés leadása után is. A Vis pisztolyt tekintették korának legjobb katonai maroklőfegyverének. A gyártást a radomi állami fegyvergyárban kezdték az 1935-ös év végén, a következő évben pedig már a lengyel gyalogság és lovasság alap lőfegyvere lett. Ezt követően további egységeket szereltek fel vele, majd 1942-re minden más pisztolyt kivontak a szolgálatból. 1938 közepére már a páncélos- és a légierő is megkapta a fegyvert. A lengyelországi hadjárat előtt hozzávetőleg 49 400 (a 90 000 megrendeltből) darabot szállítottak le a hadseregnek. Kisebb mennyiségben gyártottak .45 ACP változatokat is, 7 töltényes tárral, de nagyobb sorozatgyártást nem ért el a típus. Egy .22 LR változat ugyancsak létezett, de pontosabb információk nem ismertek, gyártási száma ennek is alacsony volt.
Az 1939-es lengyel bukás után a németek átvették a radomi fegyvergyár felett az irányítást, majd folytatták a Vis gyártását a 9 mm Pistole 645(p) jelölés alatt, melyet bizonyos okok miatt gyakran P 35(p)-nek is hívtak (a „p” betű a „polnisch” szó rövidítése) (az első legyártott német pisztolyok bal oldalán a VIS Mod.35 és P.35(p) felirattal készültek). 1945-ig 312 000-380 000 darabot gyártottak, melyeket főleg a német ejtőernyősök és rendőrök használtak.
A németek attól tartván, hogy a lengyel szakemberek, akik a fegyvergyárban dolgoznak a Honi Hadsereget elláthatják a fegyverrel, a fegyvercsövek gyártását és a végső összeszerelést áthelyezték az ausztriai Steyr céghez. Ennek ellenére a fegyvercsövek föld alatti gyártását elkezdték Varsóban, és néhány száz Vis pisztolyt összeszereltek a gyárból lopott alkatrészek felhasználásával, majd a Honi hadsereghez juttattak és be is vetettek a varsói felkelés során. Az 1939 után gyártott Vis pisztolyok négy különböző szériában készültek, mindegyik kisebb módosítással a gyártás egyszerűsítése érdekében. 1944 végén a teljes gyártást áthelyezték a Steyrhez Ausztriába, ahol az utolsó egyszerűsített szériát gyártották. A Vis pisztolyt 1945 áprilisáig gyártották. Alapjában véve a háború alatt gyártott Vis pisztolyok minősége jóval elmaradt az eredetitől, a minőség a háború előrehaladtával pedig folyamatosan csökkent.
A háború után a gyártást nem folytatták, mivel a Lengyel néphadsereg a szovjet gyártmányú TT–33 pisztolyt rendszeresítette és gyártotta a radomi fegyvergyárban. A Vishez képest sokkal rosszabb minőségű volt, különösen a megbízhatóság és az ergonómia tekintetében, de a politikai szempontok és a szovjet befolyás volt a döntő tényező.
1992 augusztusában a radomi Łucznik fegyvergyár ismét legyártott 27 Vis pisztolyt az eredeti tervek és részletek alapján, a fegyvereket főleg a gyűjtőknek szánták.

## Fordítás
- Ez a szócikk részben vagy egészben  a   Vis pistol című angol Wikipédia-szócikk ezen változatának fordításán alapul.  Az eredeti cikk szerkesztőit annak laptörténete sorolja fel. Ez a jelzés csupán a megfogalmazás eredetét és a szerzői jogokat jelzi, nem szolgál a cikkben szereplő információk forrásmegjelöléseként.